# Epicoma phoenura
Epicoma phoenura är en fjärilsart som beskrevs av Turner. Epicoma phoenura ingår i släktet Epicoma och familjen tandspinnare. Inga underarter finns listade i Catalogue of Life.